# Рудольф Люнеберг
Рудольф Карл Люнеберг (нім. Rudolf Karl Lüneburg; 30 березня 1903, Фолькерсхайм, поблизу Боккенема, Німеччина — 19 серпня 1949, Грейт-Фолс, шт. Монтана, США) — професор математики та оптики Інституту ока Дартмутського коледжу. Здобув ступінь доктора в Геттінгенському університеті, в 1935 році емігрував до США.
Його робота включала аналіз геометрії візуального простору, як очікується від фізіології, і припущення, що кут вергенції забезпечує постійну міру відстані. З цих передумов він зробив висновок, що зоровий простір ближнього поля є гіперболічним.